# MGCP
MGCP (англ. Media Gateway Control Protocol) — протокол для управління шлюзами між IP-мережею і коммутованою телефонною мережею загального користування (ТМЗК). Загальна архітектура бази та програмного інтерфейсу описана в RFC 2805, а поточне конкретне визначення MGCP — в RFC 3435 (застарів RFC 2705). Це наступник Simple Gateway Control Protocol (SGCP).
MGCP є протоколом сигналізації і управління викликами, який використовується в рамках Voice over IP (VoIP) системи, яка зазвичай взаємодіє з комутованою телефонною мережею загального користування (PSTN). Протокол є декомпозицією інших моделей VoIP, таких як H.323, в якому шлюзи (наприклад, гейткіпер H.323) мають більш високий рівень інтелекту сигналізації.
MGCP використовує Session Description Protocol (SDP) для визначення та узгодження медіа-потоків, які будуть передаватися у сесії, і протокол реального часу (RTP) для фреймування медіа потоків.
Інше здійснення Media Gateway Control Protocol архітектури існує в однойменному Megaco протоколі, співпраці Internet Engineering Task Force (RFC 3525) та Міжнародного союзу електрозв'язку (Рекомендація H.248.1). Обидва протоколи відповідають інтерфейсу API і вимогам RFC 2805. Тим не менш, протоколи несумісні через відмінності в синтаксисі протоколу та базовій моделі зв'язку.

## Архітектура
Розподілена система складається з Call Agent або Media Gateway Controller (MGC), принаймні одного Media Gateway (MG), який виконує перетворення форматів медіаданих і пакетів, і принаймні одного Signaling gateway (SG) при підключенні до PSTN.
Call Agent використовує MGCP, щоб сповістити Media Gateway:
- Які події повинні бути представлені Call Agent
- Як кінці повинні бути з'єднані разом
- Які сигнали повинні бути відтворені на кінцях.

MGCP також дозволяє Call Agent перевірити поточний стан кінцевих точок на Media Gateway.
MG використовує MGCP для повідомлень MGC про події (наприклад, стан зайнятості абонентського шлейфу, або набрані цифри).
(Хоча будь-яка сигнального шлюзу, як правило, на тому ж фізичному комутаторі Media Gateway, це може бути не так Call агент не використовує MGCP для контролю сигнального шлюзу;. А, SIGTRAN протоколи використовуються для транспортної сигналізації між сигнального шлюзу і Call Agent).
Кожен випущений[що це?] MGCP команди ідентифікатор транзакції і отримує відповідь.
Як правило, Media Gateway налаштований список викликів агентів, з яких вона може прийняти програмування (де цей список зазвичай включає в себе тільки один або два виклики агентів). У принципі, події можуть бути спрямовані на різні агенти викликів для кожної кінцевої точки на шлюз (відповідно до програми по Call Агенти, встановивши параметр NotifiedEntity). На практиці, однак, як правило, бажано, щоб у будь-який момент усі кінці на шлюз повинен бути одним і тим же Call Agent, інші агенти виклику доступні тільки для забезпечення надмірності у разі, якщо первинний Call Agent не вдається, або втрачає контакт з Media Gateway. У разі такої відмови несе відповідальність резервного Call Agent, щоб перепрограмувати МГ так що шлюз підпадає під контроль резервного Call Agent. Догляд необхідна у таких випадках; двох агентів Call знали, що вони втратили контакт один з одним, але це не гарантія того, що вони не як спробу контролювати ж шлюз. Можливість аудиту шлюз для визначення Call Agent В наш час[коли?] контроль може бути використаний для вирішення подібних конфліктів.
MGCP припускає, що кілька агентів Call буде підтримувати знання устрою стані між собою (ймовірно з невизначеним протоколу) або відновити його у випадку необхідності (в умовах катастрофічного відмови). Його особливості відмовостійких брати до уваги як планових та позапланових простоїв.

## Огляд протоколу
MGCP пакети відрізняються від пакетів, одержуваних від багатьох інших протоколів. Зазвичай, загорнуті в UDP порт 2427, MGCP дейтаграми форматуються з пробільним символом, так само, як ви очікували б знайти в TCP протоколі. Протокол MGCP реалізує інтерфейс управління шлюзом між середовищами як набір транзакцій. Транзакції складаються з команд і обов'язкових відгуків.
Команди починаються з чотирьох букв. Відповіді починаються з трьох чисел.
Є дев'ять команд:
- AUEP — Audit Endpoint — Аудит кінцевої точки;
- AUCX — Audit Connection — Аудит підключення;
- CRCX — Create Connection — Створити з'єднання;
- DLCX — Delete Connection — Видалення підключення;
- MDCX — Modify Connection — Змінити підключення;
- RQNT — Request for Notification — Запит на повідомлення;
- EPCF — Endpoint Configuration — Endpoint конфігурація
- NTFY — Notify — Повідомлення;
- RSIP — Restart In Progress — Йде перезапуск

## RFCs
- RFC 3435 — Media Gateway Control Protocol (MGCP), версія 1,0 (це заміняє RFC 2705)
- RFC 3660 — Основні Media Gateway Control Protocol (MGCP) пакети (інформаційна)
- RFC 3661 — Gateway Media Control Protocol (MGCP) Повернутися використання кодів
- RFC 3064 — MGCP CAS пакети
- RFC 3149 — MGCP пакети Робочий телефон
- RFC 3991 — Gateway Media Control Protocol (MGCP) Redirect і скидання пакетів
- RFC 3992 — Gateway Media Control Protocol (MGCP) Механізм подання доповідей
- RFC 2805 — Gateway Media Control Архітектура протоколу та вимоги
- RFC 2897 — Пропозиція по MGCP Advanced Audio Пакет